# American Music Awards de 1989
A 16.ª edição anual do American Music Awards foi realizada em 30 de janeiro de 1989, no Shrine Auditorium, em Los Angeles, Califórnia, nos Estados Unidos, em reconhecimento aos artistas, singles e álbuns mais populares de 1988.
A cerimônia foi apresentada pelos cantores estadunidenses Anita Baker, Debbie Gibson, e Kenny Rogers; e pelo cantor britânico Rod Stewart.
O cantor britânico George Michael foi o artista mais indicado da premiação, com um total de 4 indicações.  E ele e o cantor estadunidense de música country Randy Travis, foram os artistas mais premiados da noite, levando 3 prêmios cada.

## Apresentações
| Artista(s)                              | Canção                                       | Apresentado por       |
| --------------------------------------- | -------------------------------------------- | --------------------- |
| Rick Astley                             | "She Wants to Dance with Me"                 | Kenny Rogers          |
| Gloria Estefan Miami Sound Machine      | "No Te Olvidaré" "Anything for You" "1-2-3"  | Kenny Rogers          |
| DJ Jazzy Jeff & the Fresh Prince        | "Girls Ain't Nothing but Trouble"            | Kenny Rogers          |
| Sade                                    | "Love Is Stronger Than Pride"                | Kenny Rogers          |
| Rod Stewart                             | "My Heart Can't Tell You No" "Forever Young" | Debbie Gibson         |
| Debbie Gibson                           | "Lost in Your Eyes"                          | Tony Orlando and Dawn |
| Guns N' Roses                           | "Patience"                                   | Anita Baker           |
| K. T. Oslin                             | "Hold Me"                                    | Anita Baker           |
| Kenny Rogers Ginastas Olímpicos dos EUA | "When You Put Your Heart in It"              | Anita Baker           |
| Anita Baker                             | "Just Because"                               | Rod Stewart           |
| Randy Travis                            | "Deeper Than the Holler"                     | Rod Stewart           |
| Tommy Conwell and the Young Rumblers    | "Love's on Fire"                             | Rod Stewart           |

Notas
1. ↑  Ginastas Olímpicos dos EUA: Charles Lakes, Phoebe Mills, Dan Hayden, Michelle Berube, e Diane Simpson

## Vencedores e indicados
Os vencedores aparecem primeiro e destacados em negrito.
| Cantor de Pop/Rock Favorito (apresentado por Sheena Easton)                                                        | Cantora de Pop/Rock Favorita (apresentado por Run-DMC) |
| --- | --- |
| - George Michael - Michael Jackson - Steve Winwood                                                                 | - Whitney Houston - Tracy Chapman - Debbie Gibson |
| Grupo de Pop/Rock Favorito (apresentado por Hall & Oates)                                                          | Álbum de Pop/Rock Favorito (apresentado por Natalie Cole e Freddie Jackson)                                                                                         |
| - Gloria Estefan & Miami Sound Machine - Def Leppard - Van Halen                                                   | - Vários artistas – Trilha de Dirty Dancing - George Michael – Faith - Def Leppard – Hysteria                                                                       |
| Single de Pop/Rock Favorito (apresentado por Gladys Knight & the Pips)                                             | Artista Revelação de Pop/Rock Favorito (apresentado por Melissa Manchester e Stephen Stills)                                                                        |
| - Guns N' Roses – "Sweet Child O' Mine" - Rick Astley – "Never Gonna Give You Up" - Steve Winwood – "Roll With It" | - Tracy Chapman - Rick Astley - Taylor Dayne |
| Cantor de Soul/R&B Favorito (apresentado por Paula Abdul e Jellybean)                                              | Cantora de Soul/R&B Favorita (apresentado por Tony Orlando and Dawn)                                                                                                |
| - George Michael - Bobby Brown - Michael Jackson                                                                   | - Whitney Houston - Natalie Cole - Sade |
| Grupo de Soul/R&B Favorito (apresentado por Keith Sweat e Vanessa Williams)                                        | Álbum de Soul/R&B Favorito (apresentado por Taylor Dayne e George Benson)                                                                                           |
| - Gladys Knight & the Pips - New Edition - Salt-N-Pepa                                                             | - George Michael – Faith - Gladys Knight & the Pips – All Our Love - Keith Sweat – Make It Last Forever                                                             |
| Single de Soul/R&B Favorito (apresentado por Little Richard e Eddie Money)                                         | Artista Revelação de Soul/R&B Favorito (apresentado por Salt-N-Pepa e LL Cool J)                                                                                    |
| - Freddie Jackson – "Nice 'N' Slow" - Pebbles – "Girlfriend" - Al B. Sure! – "Off on Your Own (Girl)"              | - Al B. Sure! - Tony! Toni! Toné! - Karyn White |
| Cantor de Country Favorito (apresentado por The Judds)                                                             | Cantora de Country Favorita (apresentado por Buck Owens e Dwight Yoakam)                                                                                            |
| - Randy Travis - George Strait - Hank Williams, Jr.                                                                | - Reba McEntire - Rosanne Cash - Tanya Tucker |
| Grupo de Country Favorito (apresentado por Al B. Sure! e Kim Carnes)                                               | Álbum de Country Favorito (apresentado por Larry Boone, Patty Loveless, e The McCarters)                                                                            |
| - Alabama - The Judds - The Oak Ridge Boys                                                                         | - Randy Travis – Always & Forever - George Strait – If You Ain't Lovin', You Ain't Livin' - Ricky Van Shelton – Wild-Eyed Dream                                     |
| Single de Country Favorito (apresentado por Rita Coolidge e Bobby Brown)                                           | Artista Revelação de Country Favorito (apresentado por Alabama) |
| - Randy Travis – "I Told You So" - Kathy Mattea – "Eighteen Wheels and a Dozen Roses" - Alabama – "Fallin' Again"  | - Patty Loveless - Larry Boone - The McCarters |
| Artista de Heavy Metal Favorito (apresentado por Gene Simmons)                                                     | Álbum de Heavy Metal Favorito (apresentado por New Edition) |
| - Def Leppard - Guns N' Roses - Van Halen                                                                          | - Def Leppard – Hysteria - Guns N' Roses – Appetite for Destruction - Van Halen – OU812                                                                             |
| Artista de Rap Favorito (apresentado por The Commodores)                                                           | Álbum de Rap Favorito (apresentado por Cherrelle e Dion) |
| - DJ Jazzy Jeff & the Fresh Prince - Run-D.M.C. - Salt-N-Pepa                                                      | - DJ Jazzy Jeff & the Fresh Prince – He's the DJ, I'm the Rapper - Public Enemy – It Takes a Nation of Millions to Hold Us Back - Run-D.M.C. – Tougher Than Leather |
| Prêmio de Mérito (apresentado por Roger Miller e Anne Murray)                                                      | Prêmio Especial de Conjunto da Obra (apresentado por Eddie Murphy)                                                                                                  |
| Willie Nelson | Michael Jackson |